# Омарова Марія Нургалієвна
Омарова Марія Нургалієвна (1 березня 1951 , Коктал, Талди-Курганська область ) — доктор медичних наук.

## Біографія
Закінчила педіатричний факультет Алматинського державного медичного інституту у 1974 році. Працювала стажером-дослідником, аспірантом, асистентом кафедри анатомії, головним викладачем, зав кафедри екології, КазГМУ (1974—1995 рр.).